# USS Alaska (CB-1)
USS Alaska (CB-1) – amerykański wielki krążownik, okręt główny typu Alaska z okresu II wojny światowej. Pierwszy okręt US Navy noszący nazwę upamiętniającą amerykański stan Alaska (wtedy terytorium zależne).

## Konstrukcja
Okręty typu Alaska miały główną artylerię dużo cięższą od typowych ciężkich krążowników, ale miały mniejszą wyporność i były szybsze od większości pancerników. Nieoficjalnie były klasyfikowane jako krążowniki liniowe. Okręty były budowane w oparciu o „kadłub krążownika” (ang. cruiser hull), bardziej smukły w porównaniu do pancerników o tej samej długości – wszystkie amerykańskie pancerniki budowane w okresie II wojny światowej włącznie z typem South Dakota, który był o 100 stóp krótszy, miały przynajmniej o 17 stóp większą szerokość. Główna artyleria i nadbudówki przypominały te stosowane na pancernikach, korzystając z układu dwóch wież przed nadbudówką i jednej na rufie. Zastosowano także masywny maszt stosowany na wszystkich amerykańskich pancernikach z okresu II wojny światowej. Jednak artyleria średniego kalibru złożona z dział 127 mm była bardziej podobna do ciężkich krążowników i składała się z sześciu podwójnych podstaw zamontowanych w przypadku 4 na rogach nadbudówki, a pozostałe dwie znajdowały się w superpozycji ponad II i III wieżą artylerii głównej kal 305 mm.

## Służba
Krążownik zamówiono we wrześniu 1940. Stępkę okrętu położono 17 grudnia 1941 w stoczni New York Shipbuilding Corporation w Camden, New Jersey. Jednostkę zwodowano 15 sierpnia 1943, matką chrzestną była żona Ernesta Grueninga, gubernatora Alaski. Krążownik wszedł do służby w Philadelphia Naval Shipyard 17 czerwca 1944, pierwszym dowódcą został komandor Peter K. Fischler.
Po wejściu do służby i ukończeniu prac wyposażeniowych „Alaska” wypłynęła ze stoczni Philadelphia Naval Shipyard i udała się w dół rzeki Delaware 6 sierpnia 1944, kierując się w stronę Hampton Roads, eskortowany przez „Simpson” i „Broome”. Okręt odbył intensywny trening najpierw na zatoce Chesapeake, następnie w zatoce Paria w pobliżu Trynidadu eskortowany przez „Bainbridge” i „Decatur”. Płynąc przez Annapolis i Norfolk, krążownik wrócił do stoczni, gdzie przeszedł m.in. zmiany systemu kontroli ognia: został wyposażony w 4 dalocelowniki Mk. 57 dla dział kal. 127 mm.
„Alaska” opuścił Filadelfię 12 listopada 1944, udając się na Karaiby i po dwóch tygodniach prób standaryzacyjnych w pobliżu zatoki Guantanamo popłynął na Pacyfik 2 grudnia. Ukończył przejście przez Kanał Panamski 4 grudnia i osiągnął San Diego 12 grudnia. Tam przeszedł szkolenie w bombardowaniach lądu i prowadzeniu ognia przeciwlotniczego w pobliżu San Diego zanim dotarł do Hunter’s Point w pobliżu San Francisco.

## Przybycie na Pacyfik
8 stycznia 1945 „Alaska” wypłynął w kierunku Hawajów i dotarł do Pearl Harbor 13 dnia miesiąca. Tam 27 stycznia komandor Kenneth M. Noble zastąpił komandora Fischlera, który został awansowany. W tym okresie krążownik odbywał kolejne ćwiczenia zanim wyszedł w rejs jako część Task Group (TG) 12.2, podnosząc kotwicę 29 stycznia. Dotarł do Ulithi, kotwicowiska floty na Karolinach 6 lutego i tam dołączył do TG 58.5, części słynnej TG 58 składającej się z grupy szybkich lotniskowców.
Krążownik popłynął w kierunku japońskich wysp macierzystych jako część TG 58.5 10 lutego 1945, a jego zadaniem była eskorta lotniskowców „Saratoga” i „Enterprise”, gdy wykonywały one nocne naloty na Tokio i tokijskie lotniska. Była to pierwsza akcja bojowa dla trzech czwartych załogi.

## Osłona lotniskowców
Płynąc z kierunku Marianów, TF 58 chroniony przez złą pogodę, dotarł do japońskich wysp ze wschodu. Dzięki zachowaniu ciszy radiowej i korzystając jako zwiadowców z wysuniętych okrętów podwodnych, samolotów patrolowych dalekiego zasięgu będących w składzie Fleet Air Wing 1 oraz B-29 Superfortec należących do lotnictwa Armii, Amerykanie zbliżyli się do swojego celu niespostrzeżeni przez wroga. Pierwszy większy atak lotniskowców przeciw centrum japońskiego imperium, który odbywał się rok po lądowaniu na Truk, odwracał japońską uwagę od lądowania na Iwo Jimie i zapewniał cenne doświadczenia, które miały być wykorzystane przy lądowaniu na Okinawie. Niski pułap chmur zapobiegał japońskiemu kontratakowi, przez co „Alaska” nie miała okazji sprawdzenia swoich możliwości bojowych w tym rejsie. Przydzielony niedługo do TG 58.4 krążownik wspierał operację na Iwo Jima i tak jak wcześniej, żaden japoński samolot nie zbliżył się do zespołu eskortowanego przez okręt. Przez 19 dni „Alaska” eskortował lotniskowce, zanim odpłynął na Ulithi by uzupełnić zapasy i przeprowadzić małe prace remontowe.
Wraz z decyzją o zajęciu Okinawy, leżącej w łańcuchu wysp Nansei Shoto, na początku kwietnia 1945 planiści przygotowujący rozkazy inwazji podejrzewali, że Japończycy będą starali się przeszkodzić amerykańskiemu atakowi całymi swoimi dostępnymi siłami powietrznymi i morskimi. By zniszczyć tak dużo jak to tylko możliwe japońskich samolotów i przez to osłabić ataki na flotę inwazyjną, przeprowadzono ponownie atak z lotniskowców na japońskie lotniska znajdujące się na wyspach macierzystych (na Kiusiu, Sikoku i zachodnim Honsiu). „Alaska” nadal przydzielony do TG 58.4 sformowanego głównie na podstawie lotniskowców „Yorktown”, „Intrepid”, „Independence” i „Langley” wzięła udział w rajdzie jako osłona cennych okrętów. Jego głównym zadaniem, tak jak wcześniej, była obrona zespołu przed atakami z powietrza i powierzchni morza.
Wykonując plan ataku, TF 58 popłynął na północny zachód od Karolinów, wypływając z Ulithi 14 marca. Pobrał zapasy ropy na morzu 16 marca i osiągnął punkt na południowy wschód od Kiushu rankiem 18 marca. Tego dnia samoloty z TG 58.4 zaatakowały lotniska w Usa, Oita i Saeki i będąc częścią ataków przeprowadzonych także przez TG 58.1, TG 58.1 i TG 58.3. Łącznie zniszczono 107 samolotów na ziemi i 77 (z 142 spotkanych) w powietrzu.

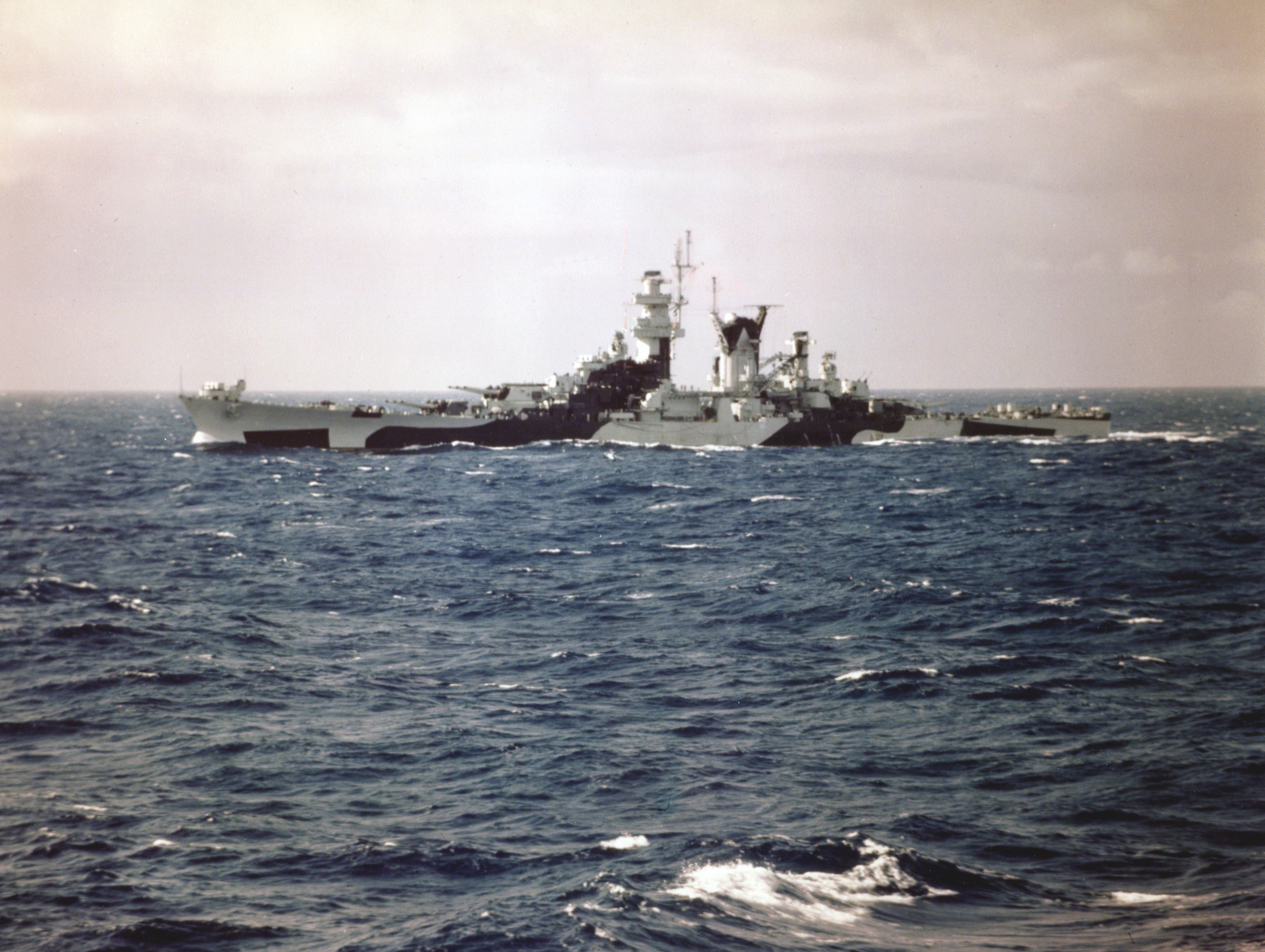
„Alaska” podczas rejsu odbiorczego w 1944

## Pierwsza walka
„Alaska” po raz pierwszy weszła do boju, gdy Japończycy odpowiedzieli atakami lotniczymi na zespół. Radary TF 58 nie zapewniły właściwego ostrzeżenia o zbliżających się samolotach i dopiero obserwacja wzrokowa dostarczyła informacji o ataku. Krążownik zobaczył samolot Yokosuka P1Y „Frances” o 08:10 i otworzył ogień. Prawie natychmiast uzyskał trafienie, ale kamikaze utrzymywał swój kurs na lotniskowiec „Intrepid”. W odległości mniejszej niż pół mili od swojego celu samolot eksplodował po bezpośrednim trafieniu z dział „Alaski”.
O 08:22 jednosilnikowy samolot zbliżał się „we wrogi sposób” od przodu w płytkim nurkowaniu. Krążownik otworzył ogień i zaliczył trafienie. Prawie jednocześnie jednostka dostała wiadomość, że samolot to własny F6F Hellcat. Pilot nie został jednak ranny i opuścił samolot, a inny okręt podniósł go z wody.
Ataki kamikaze były prowadzone przez większość dnia. Jednak combat air patrol (CAP) zestrzelił tuzin samolotów, a okręty eskorty zaliczył prawie dwa tuziny. Alaska dodała do swojego konta drugi zestrzelony bombowiec, gdy strąciła Yokosuka D4Y „Judy” około 13:15.
Następnego dnia (19 marca) samolot zwiadu fotograficznego wykrył obecność dużej liczby dużych jednostek floty japońskiej w cieśninie Seto. TF 58 wysłał samoloty, by go zaatakowały. Samoloty TG 58.4 zaatakowały w tym czasie cele w Kobe, Kure i Hiroshimie. Bardzo silny ogień przeciwlotniczy spowodował, że ataki odniosły tylko umiarkowane rezultaty.

## Osłona lotniskowca „Franklin”
Krótko po wysłaniu pierwszego ataku Japończycy jednak kontratakowali i uderzyli w TG 58.2 około 20 mil (32 km) na północ od innych grup w TF 58. Około 07:08 „Franklin” otrzymał dwa trafienia bombami, „Wasp” także stał się celem bomb. Na pokładzie „Alaska” obserwowano rosnącą kolumnę dymu nad „Franklinem”.
Gruba pokrywa chmur spowodowała, że japońskie samoloty mogły łatwiej atakować okręty zespołów. Podczas tego popołudnia TF 58 wycofywał się powoli w kierunku południowo-zachodnim, osłaniając okaleczony lotniskowiec i jednocześnie wysyłając samoloty myśliwskie przeciw lotniskom na Kuyshu, by dezorganizować próby ataków. W celu lepszej ochrony lotniskowca sformowano TU 58.2.9, która zajęła się bezpośrednio ratowaniem tego okrętu.
Formacja składała się z krążowników „Alaska”, „Guam”, ciężkiego krążownika „Pittsburgh”, lekkiego krążownika „Santa Fe” oraz trzech dywizjonów niszczycieli. TU 58.2.9, wykonując zadanie osłony Big Bena (taki przydomek nosił „Franklin”). W dalszej osłonie znajdował się TU 58.2.0 składający się z czterech lotniskowców i pozostały ciężkich okrętów wcześniej przydzielonych do TG 58.2.
Początkowa cześć wyprawy odbyła się bez szczególnych utrudnień, a samoloty japońskie nie pojawiły się do popołudnia. Kilka niezidentyfikowanych samolotów okazało się być patrolowymi samolotami Marynarki PB4Y. Dwa z trzech krążących w ramach CAP dywizjonów zostało wysłanych przeciw, jak się później okazało, własnym samolotom. W tym czasie przez obronę prześlizgnął się inny samolot, tym razem wrogi. Jedynie słaba celność pilota „Judy” spowodowała, że „Franklin” nie został trafiony kolejną bombą. „Alaska” próbował zestrzelić wroga. Ostatnia salwa z dział krążownika spowodowała, że poparzona została obsada działa 40 mm. Później tego samego dnia na pokład jednostki zostało przekazanych 15 ludzi z „Franklina” na leczenie.
Następnego dnia rankiem „Alaska” podjął rolę okrętu nadzorującego i sterującego myśliwcami i kontrolował trzy dywizjony samolotów z lotniskowca „Hancock”. O 11:43 radar SK wykrył w odległości 56 km (35 mil) wrogi samolot. O 11:48 naprowadzone przez niego myśliwce spostrzegły samolot i o 11:40 strąciły Kawasaki Ki-45 „Nick” w odległości 31 kilometrów (19 mil).
22 marca zadanie krążownika, jakim było eskortowanie uszkodzonego „Franklina”, zostało zakończone i ponownie dołączył on do TG 58.4. Tego samego dnia pobrał on ropę z „Chicopee”. O 23:42 „Haggard”, jeden z niszczycieli eskorty zgłosił kontakt podwodny w odległości 25 000 jardów. Wraz z „Uhlmann” rozpoczął tropienie ewentualnego celu i wczesnym rankiem następnego dnia staranował i zatopił japoński okręt podwodny (prawdopodobnie I-370, który opuścił kanał Bungo 21 lutego 1945, kierując się w stronę Iwo Jimy jako część specjalnej jednostki przenoszącej kaiteny). Niszczyciel odniósł takie uszkodzenia w starciu, że nakazano mu powrót do bazy z „Uhlmannem” w roli eskorty.

## Okinawa
W ciągu kilku następnych dni kontynuowane były naloty na Okinawę, przygotowując w ten sposób grunt pod lądowanie zaplanowane na wielkanocną niedzielę 1 kwietnia 1945. Alaska kontynuowała wspieranie lotniskowców wyprowadzających ataki do 27 marca, gdy została przydzielona do bombardowania wybrzeża w Minami Daito Shimo, małej wyspie 160 mil (257 km) na wschód od Okinawy. Zajął się tym Zespół Wydzielony TU 58.4.9. składający się z „Alaska”, „Guam”, „San Diego”, „Flint” i 47 Eskadry Niszczycieli.
Okręty otrzymały rozkaz przeprowadzenia ostrzału w drodze do strefy tankowania. „Alaska” i „Guam” wraz z eskortą popłynęły na zachód od wyspy i w kursach północno-południowych pomiędzy 22:45 27 marca i 00:30 28 marca prowadziły ogień. „Alaska” wystrzeliła z głównej artylerii 45 pocisków, podczas gdy działa kal. 127 mm wystrzeliły 352 pociski. Z wyspy nie odpowiedziano ogniem, a załogi okrętów zaobserwowały na wyspie pożary.
Okręty dołączyły do TG 58.4 w strefie tankowania. „Alaska” przekazał rannych z Franklina na tankowiec „Tomahawk”, w czasie gdy pobierał z tej jednostki zapasy. Następnie krążownik podjął rolę eskorty szybkich lotniskowców, gdy te prowadziły wsparcie operacji desantowej na Okinawę i odpierały ataki wrogiego lotnictwa. Desant rozpoczął się zgodnie z planem 1 kwietnia i działania w następnych dniach były skierowane na maksymalne wsparcie wojsk lądowych. 7 kwietnia japońskie siły nawodne przepłynęły przez Morze Wschodniochińskie, kierując się w stronę Okinawy w celu zaatakowania floty desantowej. Zespół japoński został jednak zaatakowany przez samoloty zespołu wiceadmirała Marca Mitschera, które zatopiły pancernik „Yamato”, jeden krążownik i cztery niszczyciele.
Operując w pobliżu Okinawy i Kiusiu, „Alaska” odgrywała rolę eskorty dla lotniskowców, które codziennie atakowały Hellcatami i Corsairami wrogie lotniska i instalacje nabrzeżne. Wieczorem 11 kwietnia „Alaska” asystowała przy zestrzeleniu jednego samolotu wroga, zestrzeliła jeden sama i zgłosiła coś, co mogło być pilotowaną bombą Baka w noc z 11 na 12 kwietnia.
Cztery dni później, 16 kwietnia, „Alaska” zestrzeliła 3 samoloty (prawdopodobnie Judy i dwa Zera) oraz zgłosiła asystowanie przy zestrzeleniu trzech kolejnych samolotów. Tego samego dnia wrogi samolot przedarł się przez osłonę „Alaski” i rozbił się na lotniskowcu „Intrepid”. Także tej nocy zespół był atakowany. W nocy z 21 na 22 kwietnia krążownik ponownie ogniem ciężkich dział przeciwlotniczych odpędzał pojedyncze samoloty próbujące zaatakować okręty amerykańskie. W nocy z 29 na 30 kwietnia, pod koniec okresu służby z lotniskowcami, krążownik był dwa razy atakowany przez grupy japońskich samolotów.

## Zakończenie wojny
„Alaska” zakotwiczyła ponownie w Ulithu 14 maja, kończąc w ten sposób prawie dwumiesięczny rejs. Dziesięć dni później, po odpoczynku i odświeżeniu, okręt ponownie wypłynął w rejs. Tym razem jako część Trzeciej Floty i w składzie TG 38.4. Nowymi członkami formacji były m.in. pancernik „Iowa” i lotniskowiec „Ticonderoga”. Przez następne dwa tygodnie krążownik ponownie osłaniał część sił lotniskowców i przeprowadził drugie bombardowanie wybrzeża. 9 czerwca wraz z „Guam” ostrzelał Okino Daito Shima leżącą na południe od Minami Daito Shimo, która była celem krążowników pod koniec marca. Celem dział była stacja radarowa.
Następnie zespół okrętów popłynął na południowy zachód do zatoki San Pedro (Leyte), docierając do celu wieczorem 13 czerwca 1945. Miesiąc w zatoce Leyte był okresem „odpoczynku, odświeżenia i odnowienia”. 13 lipca „Alaska” wyruszyła w rejs, tym razem jako część nowosformowanego TF 95. 16 lipca dotarła do zatoki Bucner na Okinawie i pobrała tam ropę. Następnego dnia odpłynęła, kierując się w stronę wybrzeża chińskiego i w głąb Morza Wschodniochińskiego. Na tym terenie działały amerykańskie samoloty i okręty podwodne, ale po raz pierwszy od wybuchu wojny pojawiły się tam amerykańskie okręty nawodne.
Pomimo tego, że planiści zakładali opór wroga, nic takiego nie nastąpiło. „Alaska”, „Guam” i ich eskorta przemierzali ten obszar, napotykając jedynie chińskie dżonki rybackie. Wrogie samoloty były przechwytywane przez patrole myśliwców (CAP). Operując z zatoki Bucner, „Alaska” uczestniczyła w trzech rajdach na te wody i jedynym sukcesem było potwierdzenie efektywności blokady Japonii: żadna japońska jednostka pływająca nie pokazała się w pobliżu w czasie tych operacji. Dowódca Guam, komandor Leland P. Lovette, tak skomentował tę sytuację: „Byliśmy przygotowani na trafienie na gniazdo szerszeni i walkę, ale okazało się, że Morze Wschodniochińskie jest nasze”.
Zatoka Bucner okazała się być bardziej groźnym miejscem w porównaniu do rejsów na zaplecze wroga: 12 sierpnia japoński samolot torpedowy trafił tam pancernik „Pennsylvania” kotwiczący w pobliżu kotwicowiska „Alaski”. Wprowadzono wtedy nocne patrole, by uniknąć ostatnich w tej wojnie ataków kamikaze.

## Po wojnie
Pomimo zakończenia wojny nadal pozostało sporo pracy dla ciężkich okrętów amerykańskich: „Alaska” wypłynęła z Okinawy jako część sił okupacyjnych 7 Floty. Po dokonaniu „projekcji siły” na Morzu Żółtym i zatoce Pohaj. Do Jinsen (później Inchon) w Korei okręt dotarł 8 września 1945. „Alaska” wspierała lądowanie sił okupacyjnych Armii w Jinsen i pozostawała w porcie do 26 września, kiedy popłynęła do Qingdao w Chinach, docierając do tego portu następnego dnia. Zakotwiczyła poza portem 11 października, by wspierać lądowanie 6 Dywizji Marines mających okupować kluczowy port północnych Chin. Pozostawała w Qingdao do 13 listopada, kiedy wyruszyła w rejs do Jinsen. Tam zaokrętowała żołnierzy Armii wracających do domu w ramach operacji Magic Carpet. Krążownik odpłynął do USA 14 listopada, zatrzymując się po drodze w Pearl Harbor przed dotarciem do San Francisco.
Następnie płynąc przez kanał panamski, przez który przeszła 13 grudnia 1945, „Alaska” dotarła do Boston Naval Shipyard 18 grudnia. Tam przeszła prace przygotowujące ją do dezaktywacji. Okręt wypłynął z Bostonu 1 lutego 1946 i popłynął do swojego permanentnego obszaru kotwiczenia w Bayonne w stanie New Jersey. Krążownik dotarł tam następnego dnia. Okręt został umieszczony w rezerwie w służbie 13 sierpnia 1946. Alaska została umieszczona w rezerwie poza służbą 17 lutego 1947.
Wielki krążownik nigdy nie wrócił do aktywnej służby. Jego nazwa została skreślona z rejestru okrętów 1 czerwca 1960. „Alaska” została sprzedana na złom 30 czerwca 1960 firmie Lipsett Division of Luria Brothers of New York City.
„Alaska” została nagrodzona trzema odznaczeniami battle star za służbę w czasie II wojny światowej. W czasie końcowego okresu wojny na jej pokładzie służył jako świeżo upieczony oficer przyszły astronauta Walter Schirra.

## Dane techniczne
- Pancerz
  - boczny – 127–229 mm
  - pokładowy – 97–102 mm
  - barbety – 279–330 mm
  - wieże – 127–325 mm